# 林肯公园 (华盛顿哥伦比亚特区)

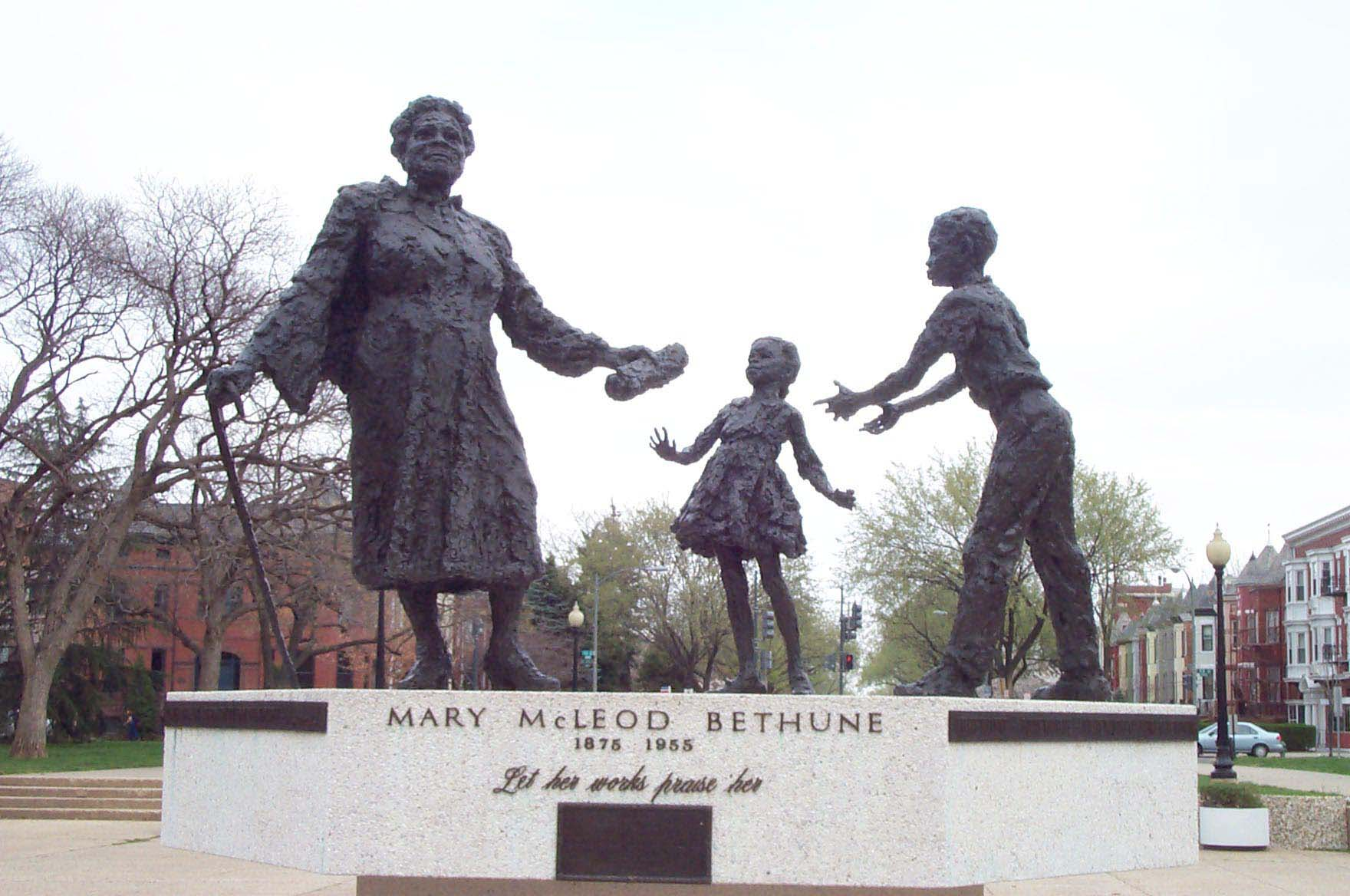
比真人尺寸还大的非洲裔美国人的教育家和社会活动家玛丽·麦克劳德·白求恩像

林肯公园（英語：Lincoln Park）是一个城市公园，华盛顿哥伦比亚特区的国会山社区最大的一个公园，皮埃尔·朗方在其1791年哥伦比亚特区规划中已有规划，计划供公众使用。 朗方原计划将此处作为北美洲的测量原点，但是它最终没有用于这一目的。它历史上被称为林肯广场。  
林肯公园位于美国国会大厦以东1英里，由国家公园管理局维护。公园西以11街为界，东以13街为界，北以东国会街东北为界，南以东国会街东南为界，位于东市场东北方四个街区。
在内战期间，此处是林肯医院的所在地，是沃尔特·惠特曼走访受伤士兵的地点。1867年，美国国会命名此处为林肯广场，以纪念这位前总统；这是第一个以他命名的公共场所。

## 雕塑
该公园有两个重要的雕塑：托马斯·波尔的1876年解放纪念碑（Emancipation Memorial），是华盛顿最早关于亚伯拉罕·林肯的纪念物之一， ，以及1974年罗伯特·伯克斯的玛丽·麦克劳德·白求恩纪念碑。